# Microsphecodes russeiclypeatus
Microsphecodes russeiclypeatus är en biart som först beskrevs av Sakagami och Jesus Santiago Moure 1962.  Microsphecodes russeiclypeatus ingår i släktet Microsphecodes och familjen vägbin. Inga underarter finns listade i Catalogue of Life.